# Communauté de communes de la Montagne Bourbonnaise
Die Communauté de communes de la Montagne Bourbonnaise ist ein ehemaliger französischer Gemeindeverband mit der Rechtsform einer Communauté de communes im Département Allier in der Region Auvergne-Rhône-Alpes. Sie wurde am 24. Oktober 1996 gegründet und umfasste 15 Gemeinden. Der Verwaltungssitz befand sich im Ort Le Mayet-de-Montagne.

## Historische Entwicklung
Mit Wirkung vom 1. Januar 2017 fusionierte der Gemeindeverband mit der Communauté d’agglomération de Vichy Val d’Allier und bildete so die Nachfolgeorganisation Vichy Communauté.

## Ehemalige Mitgliedsgemeinden
1. Arfeuilles
2. Arronnes
3. La Chabanne
4. La Chapelle
5. Châtel-Montagne
6. Châtelus
7. Ferrières-sur-Sichon
8. La Guillermie
9. Laprugne
10. Lavoine
11. Le Mayet-de-Montagne
12. Molles
13. Nizerolles
14. Saint-Clément
15. Saint-Nicolas-des-Biefs